# Larry Grossman
Larry Grossman (Chicago, Estados Unidos, 3 de noviembre de 1938) es un compositor de musicales, cabaret y obras de teatro estadounidense, especialmente conocido por haber compuesto la música para Snoopy! The Musical (1975) con la colaboración en las letras de Hal Hackady.
Otro trabajo importante es haber sido el compositor —en colaboración con Buz Kohan— de la canción Gone Too Soon para Michael Jackson, así como el éxito de Bing Crosby y David Bowie Peace on Earth/Little Drummer Boy.